# André-Georges Haudricourt
André-Georges Haudricourt (* 17. Januar 1911 in Paris; † 20. August 1996 ebenda) war ein französischer Geograph, Botaniker, Anthropologe und Linguist.
A.-G. Haudricourt verbrachte seine Kindheit in der Picardie. Er erhielt sein Baccalauréat im Jahr 1928, ein Diplom des Institut national agronomique (Nationalinstitut für Landwirtschaft) folgte 1931. Anschließend studierte er Genetik in Paris (1932) und Leningrad (1934–1935). 1940 fand er eine Anstellung am Centre national de la recherche scientifique und arbeitete in der Abteilung für Botanik. 1945 wechselte er zur Abteilung für Linguistik über. Zunächst konzentrierten sich seine Studien auf die Romanischen Sprachen, bald weckten jedoch Asiatische Sprachen sein Interesse. 1948 verließ er Frankreich und ging nach Hanoi, wo er bis 1949 in der Bibliothek der École française d’Extrême-Orient arbeitete.
In sinologischen Kreisen erlangte Haudricourt durch seinen Artikel L'origine des tons en vietnamien (Die Tongenese der vietnamesischen Sprache) (Journal asiatique, 1954) Berühmtheit. Der Aufsatz inspirierte spätere Forscher zu der Annahme, das Klassische Chinesisch sei keine tonale Sprache gewesen.

## Publikationen
- Mit Louis Hédin (1880–?), L'Homme et les plantes cultivées, (Gallimard, Paris, 1943, Neuhrsg. 1987 bei A.-M. Métailié, Paris).
- Les Phonèmes et le vocabulaire du thai commun (1948).
- Mit Alphonse Juilland (1922–2000) und André Martinet (1908–1999), Essai pour une histoire structurale du phonétisme français (C. Klincksieck, Paris, 1949, Neuhrsg. 1970 bei Mouton, Paris et La Haye).
- Mit André Leroi-Gourhan (1911–1986) und Charles-André Julien (1891–1991), Ethnologie de l'Union française (Presses universitaires de France, Paris, 1953).
- Mit Mariel Jean-Brunhes Delamare, L'Homme et la charrue à travers le monde (Gallimard, Paris, 1950).
- Une discipline nouvelle : l'ethnobotanique (Les Cahiers rationalistes, n ̊ 158, November 1956, Neuhrsg. 1986 Manufacture, Lyon).
- Mit Jacqueline M.C. Thomas, La Notation des langues, phonétique et phonologie (Institut géographique national, Université de Paris, Institut d'ethnologie, 1967).
- Problèmes de phonologie diachronique (Société pour l'étude des langues africaines, Paris, 1972).
- Mit Claude Hagège (1936-), La Phonologie panchronique : comment les sons changent dans les langues (Presses universitaires de France, Paris, 1978).
- Mit Françoise Ozanne-Rivierre, Dictionnaire thématique des langues de la région de Hienghène (Société pour l'étude des langues africaines, Paris, 1982).
- Mit Pascal Dibie, Les Pieds sur terre (A.-M. Métaillé, Paris, 1987).
- La Technologie science humaine (Édition de la Maison des sciences de l'Homme, Paris, 1988).